# Maria Masella
Maria Masella (Genova, 10 febbraio 1948) è una scrittrice e docente italiana.
Laureata in Matematica, ha insegnato per molti anni al liceo scientifico, e nonostante i successi editoriali ha continuato a lavorare fino alla pensione.
La sua carriera da scrittrice ha avuto inizio con la pubblicazione di alcuni suoi racconti di spionaggio nella collana Segretissimo Mondadori ma ha poi cambiato più volte genere scrivendo racconti o romanzi fantasy, gialli e romance con ambientazione sia storica che contemporanea.
Ha partecipato varie volte al Mystfest di Cattolica, ed è stata premiata in due edizioni (1987 e 1988). Due suoi racconti sono stati finalisti al Premio Tolkien. La Giuria del XXVIII Premio Gran Giallo Città di Cattolica (edizione 2001) ha segnalato il suo racconto La parabola dei ciechi edito successivamente nell'antologia Liguria in giallo e nero pubblicata da Fratelli Frilli Editori, casa editrice emergente che promuove scrittori emergenti.
Con Frilli Editori, ha pubblicato una serie di gialli aventi come protagonista il commissario Antonio Mariani: il buon successo ottenuto dal personaggio ha portato alla vendita dei diritti per la realizzazione di una fiction televisiva.

## Opere

### Serie del Commissario Antonio Mariani
1. Morte a domicilio, Genova, Fratelli Frilli Editori, 2002, ISBN 88-87923-30-2.
2. Il dubbio, Genova, Fratelli Frilli Editori, 2004, ISBN 88-7563-029-1.
3. La segreta causa, Genova, Fratelli Frilli Editori, 2005, ISBN 88-7563-082-8.
4. Il cartomante di via Venti, Genova, Fratelli Frilli Editori, 2005, ISBN 88-7563-144-1.
5. Giorni contati, Genova, Fratelli Frilli Editori, 2006, ISBN 88-7563-191-3.
6. Mariani. Il caso cuorenero, Genova, Fratelli Frilli Editori, 2006, ISBN 88-7563-234-0.
7. Io so. L'enigma di Mariani, Genova, Fratelli Frilli Editori, 2007, ISBN 978-88-7563-324-0.
8. Primo, Genova, Fratelli Frilli Editori, 2008, ISBN 978-88-7563-426-1. È la prima indagine del commissario Mariani, cronologicamente precedente a Morte a domicilio.
9. Ultima chiamata per Mariani, Genova, Fratelli Frilli Editori, 2009, ISBN 978-88-7563-520-6.
10. Mariani e il caso irrisolto, Genova, Fratelli Frilli Editori, 2010, ISBN 978-88-7563-555-8.
11. Recita per Mariani, Genova, Fratelli Frilli Editori, 2011, ISBN 978-88-7563-690-6.
12. Celtique. Mariani il passato ritorna, Genova, Fratelli Frilli Editori, 2012, ISBN 978-88-7563-786-6.
13. Mariani allo specchio, Genova, Fratelli Frilli Editori, 2013, ISBN 978-88-7563-905-1.
14. Mariani e le mezze verità, Genova, Fratelli Frilli Editori, 2014, ISBN 978-88-7563-997-6.
15. Mariani e le porte chiuse, Genova, Fratelli Frilli Editori, 2016, ISBN 978-88-6943-078-7.
16. Testimone. Sette indagini per Antonio Mariani, Genova, Fratelli Frilli Editori, 2016, ISBN 978-88-6943-126-5. Sette racconti che si pongono cronologicamente da un periodo precedente a Primo a uno subito successivo a Celtique, prima degli eventi di Mariani allo specchio (vedi nota alla fine dell'elenco dei libri con protagonista il Commissario Mariani).
17. Mariani e il peso della colpa, Genova, Fratelli Frilli Editori, 2016, ISBN 978-88-6943-153-1.
18. Mare d'inverno in Una finestra sul noir, AA.VV., Genova, Fratelli Frilli Editori, 2017, ISBN 978-88-6943-220-0. Racconto successivo al (4) Il cartomante di via Venti.
19. Mariani e la cagna, Genova, Fratelli Frilli Editori, 2017, ISBN 978-88-6943-219-4.
20. Mariani e le parole taciute, Genova, Fratelli Frilli Editori, 2018, ISBN 978-88-6943-301-6.
21. Matematiche certezze, Genova, Fratelli Frilli Editori, 2019, ISBN 978-88-6943-334-4. (scritto con Rocco Ballacchino)
22. Mariani e le giuste scelte, Genova, Fratell Frilli Editori, 2019, ISBN 978-88-6943-402-0.
23. Mariani e le ferite del passato, Genova, Fratelli Frilli Editori, 2020, ISBN 978-88-6943-458-7.
24. Tempesta su Mariani, Genova, Fratelli Frilli Editori, 2021, ISBN 978-88-6943-577-5.
25. Mariani e il secondo colpo, Genova, Fratelli Frilli Editori, 2022, ISBN 978-88-6943-653-6
26. Un caso freddo, Genova, Fratelli Frilli Editori, 2023, ISBN 978-88-6943-714-4
27. Passi di morte, Genova, Fratelli Frilli Editori, 2024, ISBN 978-88-6943-785-4

Nota: Come leggere in maniera cronologica i 7 racconti contenuti nella raccolta Il testimone e il libro Primo

1° racconto della raccolta Il Testimone: Testimone

Primo

2° racconto della raccolta Il Testimone: In croce

Morte a domicilio

3° racconto della raccolta Il Testimone: Aspetto

...omissis...

Giorni contati

4° racconto della raccolta Il Testimone: Sangue del mio sangue

5° racconto della raccolta Il Testimone: Rolfo

...omissis...

Recita per Mariani

6° racconto della raccolta Il Testimone: In collina

Celtique

7° racconto della raccolta Il Testimone: L’uomo dei capperi
Serie di Teresa Maritano e Marco Ardini
1. Nessun ricordo muore. La prima indagine di Teresa Maritano e Marco Ardini, Genova, Fratelli Frilli Editori, 2017, ISBN 978-88-6943-182-1.
2. Vittime e delitti. La nuova indagine di Teresa Maritano e Marco Ardini, Genova, Fratelli Frilli Editori, 2018, ISBN 978-88-6943-258-3.
3. Le porte della notte: Un'indagine di Teresa Maritano e Marco Ardini, Genova, Fratelli Frilli Editori, 2019, ISBN 978-88-6943-365-8.
4. Un posto per morire: Un'indagine di Teresa Maritano, Genova, Fratelli Frilli Editori, 2021, ISBN 978-88-6943-517-1.
5. Appuntamento mortale. Un'indagine di Teresa Maritano, Genova, Fratelli Frilli Editori, 2022, ISBN 978-8869435942.
6. Sangue dal passato. Una nuova indagine per Teresa Maritano e Marco Ardini, Genova, Fratelli Frilli Editori, 2024, ISBN 978-8869437403

### Romanzi singoli
- Una donna comune, Milano, Mondadori (Collana Segretissimo), 1986.
- Sconosciuto in treno, Milano, Mondadori (Collana Segretissimo), 1987.
- Clandestini, Milano, Mondadori (Collana Segretissimo), 1987.
- Sax, Milano, Mondadori (Collana Segretissimo), 1988.
- Etica professionale, Milano, Mondadori (Collana Segretissimo), 1989.
- A colpi di spazzola…, Milano, Mondadori (Collana Segretissimo), 1989.
- Rendez-vous, Milano, Mondadori (Collana Segretissimo), 1989.
- Non so chi fui, Chieti, Edizioni Solfanelli, 1992.
- Appuntamento sotto la luna[2][3], Roma, Armando Curcio Editore, 1993.
- All’ultimo sole[2][3], Roma, Armando Curcio Editore, 1994.
- Trappole, Reggio Emilia, Edizioni La Clessidra, 1998.
- Il mio angelo[2], Roma, Edizioni Le Onde, 1998.
- Per sapere la verità, Reggio Emilia, Edizioni La Clessidra, 1999. Ristampato nel 2012 a Genova, Fratelli Frilli Editori, ISBN 978-88-7563-683-8.
- Questo amore per sempre[2], Roma, Edizioni Le Onde, 1999.
- L’occasione perduta[2], Roma, Edizioni Le Onde, 1999.
- Il cuore non mente[3], Milano, Editrice Quadratum, 2002.
- Cedere all’amore, Milano, Editrice Quadratum, 2002.
- Il diritto di amare, Milano, Editrice Quadratum, 2002.
- Le ragioni del cuore, Milano, Mondadori (Collana I Romanzi), 2002.
- Sarà per sempre, Milano, Mondadori (Collana I Romanzi), 2003.
- Legami d’amore, Milano, Mondadori (Collana I Romanzi), 2003.
- Scritto nelle stelle, Milano, Mondadori (Collana I Romanzi), 2004.
- Il prigioniero, Milano, Mondadori (Collana I Romanzi), 2005.
- La parabola dei ciechi, nella raccolta Liguria in giallo e nero, Fratelli Frilli Editori, 2006.
- Per vedere il mare, Milano, Mondadori (Collana I Romanzi), 2006
- Dietro le quinte, Genova, Fratelli Frilli Editori, 2007, ISBN 978-88-7563-305-9.
- Belle sceme!, Corbaccio, 2009, ISBN 978-88-7972-961-1.
- Bella mia, Milano, nell’antologia Amori sull’ali dorate, Milano, Mondadori (Collana I Romanzi), 2011.
- L'ultimo segreto[3], Milano, Mondadori (Collana I Romanzi), 2011.
- Non soltanto una notte, nell’antologia Il falco e la rosa, Milano, Mondadori (Collana I Romanzi), 2012.
- Un nome dal passato, Milano, Mondadori (Collana I Romanzi), 2012.
- Il coraggio del cuore, Milano, Mondadori (Collana I Romanzi), 2013.
- La forza dei sogni, Milano, Mondadori (collana I Romanzi), 2014.
- Il cliente, Rizzoli, collana Youfeel, 2014.
- La preda, Rizzoli, collana Youfeel, 2015.
- Le ragioni del cuore, Leggereditore, 2015.
- Amori incrociati a Parigi, Compagnia editoriale Aliberti, 2015
- Scelte d'amore, Milano, Mondadori (Collana I Romanzi).
- Le vie del destino, Milano, Mondadori (Collana I Romanzi), 2016.
- Il tesoro del melograno, Rizzoli, collana Youfeel, 2016.
- Carciofi all'inferno. La ricetta per arrivare al cuore, Emma Books, 2018.
- La gatta con le sneakers, Emma Books, 2018.
- Latte dolce fritto, Emma Books, 2018.